# Galeodes bubi
Espèce
Galeodes bubi est une espèce de solifuges de la famille des Galeodidae.

## Distribution
Cette espèce est endémique d'Ouzbékistan. Elle se rencontre vers Ferghana.

## Publication originale
- Birula, 1937 : Solifugen-Studien. I. Über einige neue oder wenig bekannte  Galeodes-arten mittelasiens.  II.  Über eine bemerkenswerte walzenspinne aus sudost-Persien. Travaux de l'Institut Zoologique de l'Académie des Sciences de l'URSS, vol. 4, p. 565-598.